# Titularbistum Constantia in Thracia
Constantia in Thracia (ital.: Costanza di Tracia) ist ein Titularbistum der römisch-katholischen Kirche.
| Titularbischöfe von Constantia in Thracia |                                                |                                            |               |                  |
| Nr.                                       | Name                                           | Amt                                        | von           | bis              |
| 1                                         | Christophorus Radelennes OP                    | Weihbischof in Bremen (Deutschland)        | 30. Juli 1512 | 7. Mai 1536      |
| 2                                         | Pierre Veuillot Titularerzbischof pro hac vice | Koadjutorerzbischof von Paris (Frankreich) | 12. Juni 1961 | 1. Dezember 1966 |